# Toothpick Lake
Toothpick Lake är en sjö i Kanada.   Den ligger i Kenora District och provinsen Ontario, i den sydöstra delen av landet, 1 500 km väster om huvudstaden Ottawa. Toothpick Lake ligger 324 meter över havet. Arean är 2,4 kvadratkilometer. Den ligger vid sjön Wonderland Lake. Den sträcker sig 1,6 kilometer i nord-sydlig riktning, och 6,0 kilometer i öst-västlig riktning.
Trakten runt Toothpick Lake är nära nog obefolkad, med mindre än två invånare per kvadratkilometer.